# Ronnie Spector
Ronnie Spector, nome artístico de Veronica Yvette Greenfield, nascida  Bennett (Nova Iorque, 10 de agosto de 1943 – Danbury, 12 de janeiro de 2022) foi uma cantora estadunidense, co-fundadora e líder do grupo feminino The Ronettes, conhecida como a original "bad girl of rock and roll". Em 2007 entrou para o Hall da Fama do Rock (com as Ronettes) e foi "uma das vozes femininas mais marcantes do pop dos anos 60".
Ronnie formou o grupo com a irmã mais velha Estelle Bennett e a prima Nedra Talley em 1957. Assinaram contrato com o selo Philles Records, de Phil Spector, em 1963, e ele produziu a maior parte de suas gravações, como o sucesso "Be My Baby" ou "Baby, I Love You" (ambas de 1963). Ela e Phil se casaram em 1968, vivendo uma relação conturbada que culminou no divórcio em 1974. Em 2023 a revista Rolling Stone colocou Ronnie no 70º lugar em sua lista dos 200 maiores cantores de todos os tempos como membra das Ronettes.
Em 1980 lançou seu primeiro álbum solo, Siren. Reavivou a carreira quando apareceu na canção e no vídeo de Eddie Money, "Take Me Home Tonight", em 1986, um single que ficou entre os cinco primeiros da Billboard. Em 1990 publicou um livro de memórias intitulado Be My Baby: How I Survived Mascara, Miniskirts, and Madness, Or, My Life as a Fabulous Ronette (em livre tradução: Be My Baby: Como Sobrevivi à Máscara, Minissaias e Maluquices - ou: Minha Vida como a Fabulosa Ronette"). Morreu aos 78 anos, de câncer.